# Ersentilid
Ersentilide je antagonist beta adrenergijskog receptora.